# Hate Me!
Hate Me! è un singolo del gruppo melodic death metal finlandese Children of Bodom, pubblicato nel 2000 ed estratto dall'album Follow the Reaper.

## Tracce
1. Hate Me! – 4:47
2. Hellion (W.A.S.P. cover) – 3:00

## Formazione
- Alexi Laiho – voce, chitarra
- Alexander Kuoppala – chitarra
- Janne Wirman – tastiera
- Henkka Seppälä – basso
- Jaska Raatikainen – batteria

## Classifiche
| Classifica (2000) | Posizione massima |
| ----------------- | ----------------- |
| Finlandia         | 1                 |